# 16K (разрешение)

Размеры кадра с разрешениями 16K UHD, 8K UHD, 4K UHD, FHD и SD при одинаковом размере пикселя

16K — обозначение разрешающей способности в цифровом кинематографе и компьютерной графике, приблизительно соответствующее 16000 пикселей по горизонтали. 16K рассматривается как преемник разрешения 8K.

## История
В 2016 году AMD объявила о цели для своих будущих видеокарт поддерживать разрешение 16K с частотой обновления 240 Гц для «истинного погружения» в Виртуальную реальность.
Innolux представила первый в мире 100-дюймовый дисплейный модуль 16K×8K (15360×8640) на выставке Touch Taiwan в августе 2018 года.
В апреле 2019 года корпорация Sony представила на выставке NAB коммерческий экран с разрешением 16K шириной 19,5 м и высотой 5,5 м, который по заказу собирается из большого количества компактных безрамочных дисплеев в Японии.
26 июня 2019 года VESA официально выпустила стандарт DisplayPort 2.0 с поддержкой одного дисплея 16K (15360×8640 пикселей), с поддержкой 30-битной цветовой субдискретизации, HDR-видео на частоте обновления 60 Гц с использованием сжатия видео DSC (англ. Display Stream Compression).

## Устройства

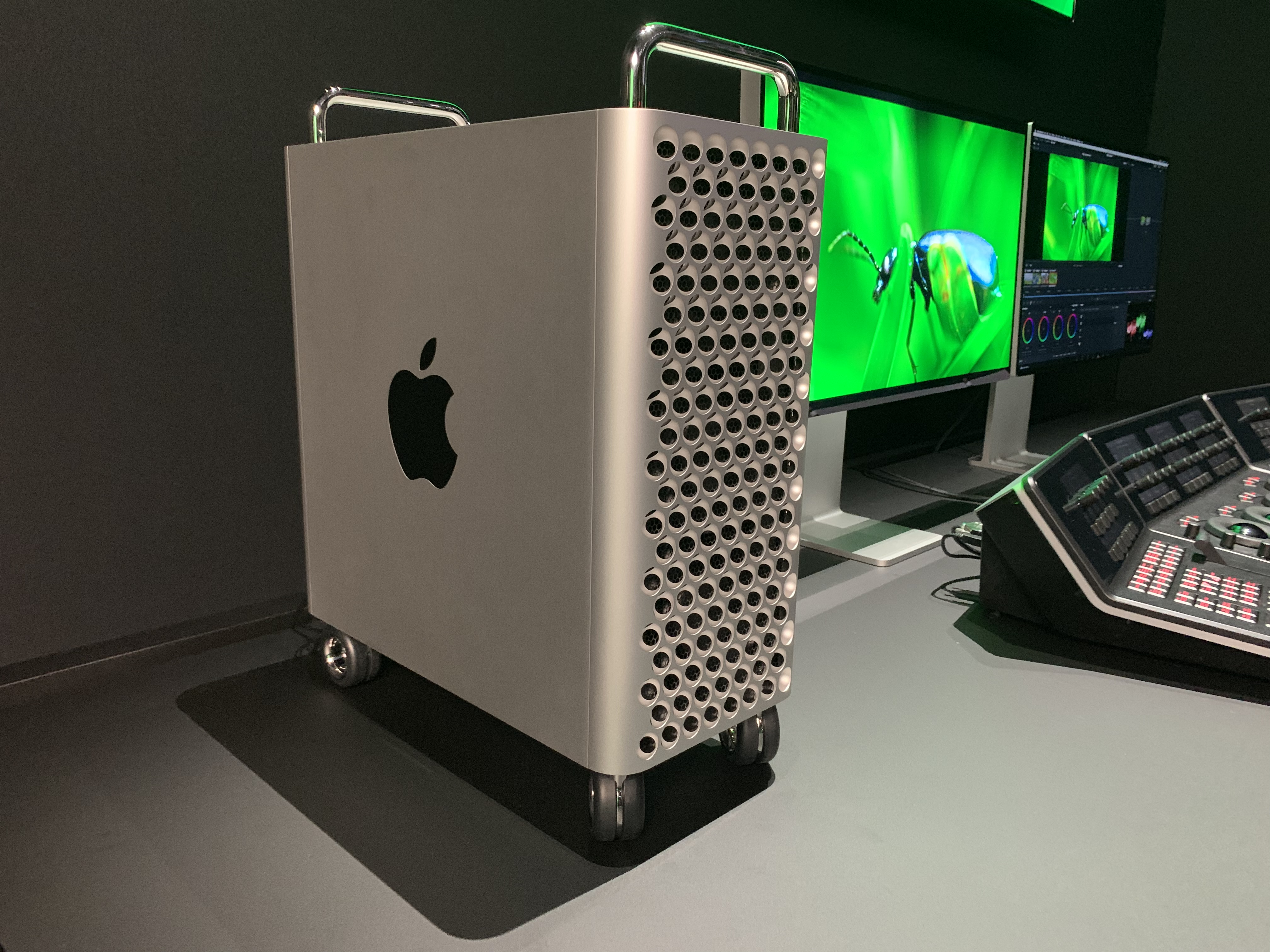
Компьютер Apple Mac Pro (2019)

### Видеостена
- Sony Crystal LED[англ.] 16K — экран размером 19,2 × 5,4 м собранный в 2019 году для компании Shiseido и установлен в городском исследовательском центре города Иокогама[10].

### Компьютеры
- Apple Mac Pro (2019) в максимальной конфигурации c двумя видеокартами AMD Radeon Pro W6900X и с дополнительной FPGA-картой ускорителем видеообработки Apple Afterburner[англ.] способен обрабатывать видео в разрешении 16K[11].